# Sun Belt
La Sun Belt (dall'inglese cintura del sole) è una regione degli Stati Uniti d'America che si estende dalla costa atlantica alla costa pacifica raggruppando gli Stati meridionali del paese: Alabama, Arizona, California, Florida, Georgia, Louisiana, Arkansas, Colorado, Utah, Mississippi, Nevada, Nuovo Messico, Texas, Carolina del Nord, Carolina del Sud.
Il confine settentrionale della regione è il 37º parallelo di latitudine nord.
La Sun Belt attira la migrazione interna (dal Nord-Est, fenomeno eliotropio) e dall'estero (soprattutto dal Messico). La popolazione ispanica è ben rappresentata in queste regioni e presenta una crescita più rapida rispetto ad altri gruppi etnici. I principali poli di attrazione demografi ed economici sono il Texas (Dallas e Houston), la California (San Francisco e Los Angeles), la Louisiana (New Orleans), la Georgia (Atlanta) e la Florida (Miami).